# Cokesfabriek

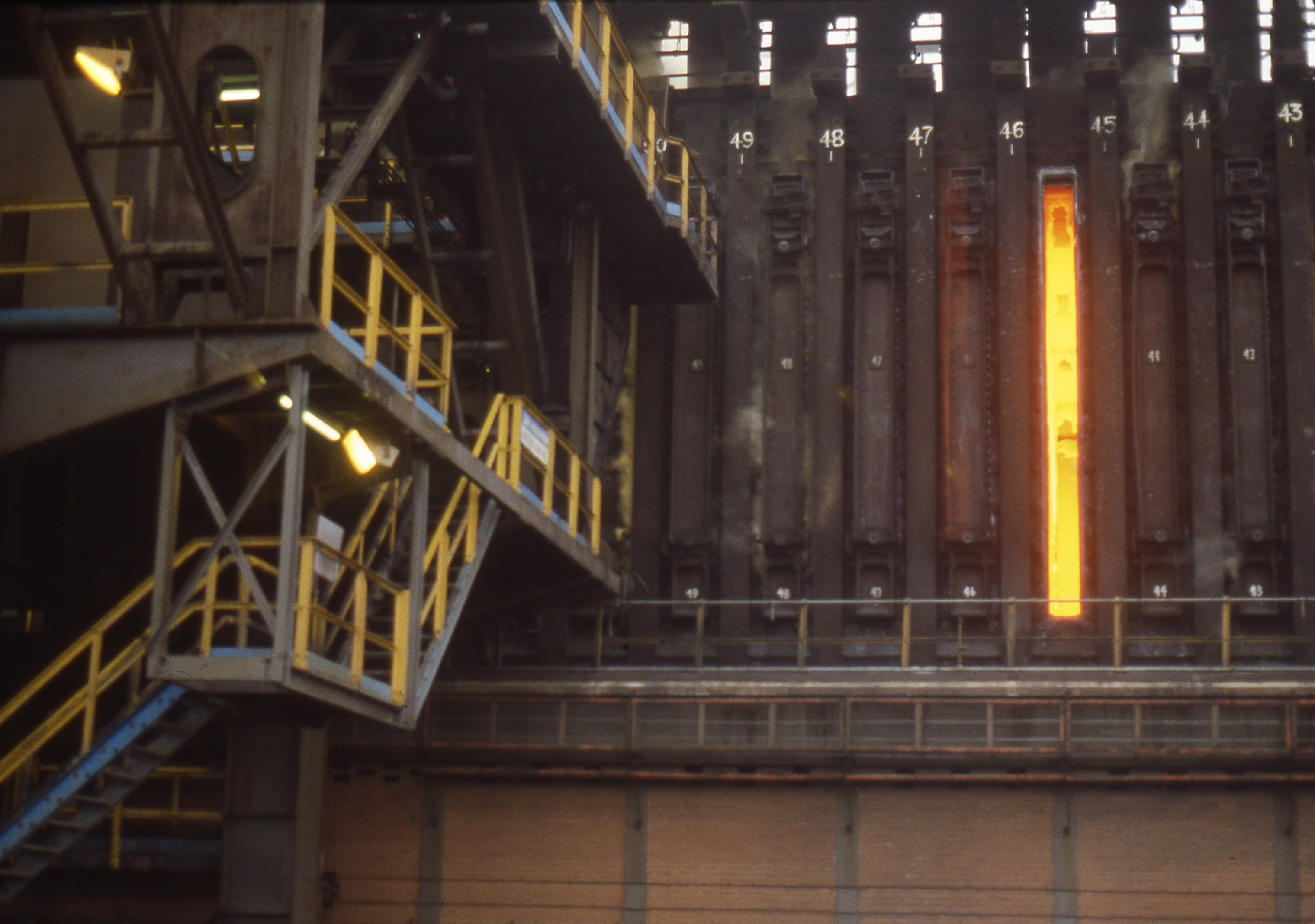
Cokesovenbatterij waarvan bij een oven de deuren zijn uitgenomen. De cokes is gaar en klaar om uitgestoten te worden door de uitstootmachine die links is te zien.

In een cokesfabriek of kooksfabriek wordt door middel van kraken van steenkolen cokes geproduceerd. Vermalen steenkool wordt in een zuurstofvrije omgeving indirect verwarmd tot ongeveer 1000 graden Celsius waardoor na kraken van de koolwaterstofverbindingen vluchtige stoffen als waterstofgas, methaan, benzeen en teer ontstaan. Veelal wordt cokes ingezet om ijzererts in een hoogoven te reduceren tot ruw ijzer.
Tijdens het vercokesingsproces ontstaat een mengsel van vluchtige stoffen dat cokesovengas wordt genoemd. Dit is een gas met een hoge calorische waarde van ongeveer 30 MJ/m³. Waterstof en methaan zijn de voornaamste componenten. In verband met belasting van het milieu en ter voorkoming van corrosie in en vervuiling van de installatie waarin het gas wordt verstookt, wordt dit ruwe cokesgas gereinigd van waterstofsulfide, ammoniak, teer en naftaline.

## Cokesfabriek en gasfabriek
Het principe van droge destillatie van steenkool wordt ook in de gasfabriek toegepast. In tegenstelling tot bij de cokesfabriek is in de gasfabriek het steenkoolgas het hoofdproduct en de cokes een bijproduct. In de gasfabriek maakt men daarom gebruik van een andere kwaliteit steenkool.

## Geschiedenis
Vroeger werd in de laagovens en later in de primitieve hoogovens houtskool ingezet als reductiemiddel. Houtskool ontstaat door de droge destillatie van hout. Om 1 ton ijzer te vervaardigen moest 6 ton houtskool worden ingezet, waartoe 30 ton hout vereist was. Dit leidde tot grootschalige ontbossing en bovendien zorgde de schaarsheid van houtskool voor een hoge prijs van het smeedijzer. In sommige landen, zoals in Frankrijk, werden eikenbossen aangeplant en op systematische wijze beheerd om aldus de -van strategisch belang zijnde- houtskoolproductie veilig te stellen, teneinde de marine van ankers, kettingen en geschut te kunnen voorzien.
Experimenten met steenkool als reductiemiddel leidden tot slechte resultaten, zodat de gedachte om -evenals bij het hout- droge destillatie van steenkool toe te passen, voor de hand lag. Aldus kwam men op het gebruik van steenkoolcokes als reductiemiddel.
Hoewel cokes reeds eeuwenlang in China bekend was, werd in de 16e eeuw in diverse West-Europese landen geëxperimenteerd met technologieën om den Steinkohlen den Gestank, die Wildigkeit und Unart zu benehmen. Zo kan Joachim Friedrich von Brandenburg uit Halle worden genoemd (1585), evenals de Engelsman Hugh Platt (1603). De vroegste producties vond niet in cokesovens plaats, doch -evenals houtskool- in meilers.
Werd cokes voor het eerst toegepast voor de bereiding van voedingsmiddelen, grootschalige bereiding van cokes in de metallurgische industrie vereiste industrialisering van de cokesproductie. Vanaf 1709 werd in hoogovenbedrijf Coalbrookdale in Engeland geëxperimenteerd met steenkool als reductiemiddel, en in 1735 werd daar voor het eerst cokes ingezet. Uitvinders waren Abraham I en Abraham II Darby.
Weldra kwamen voor de cokesproductie gesloten ovens in zwang. De eerst bekende, een zogenaamde bijenkorfoven, stamt uit 1765 en was te vinden nabij Newcastle upon Tyne. Later werden deze bijenkorfovens samengevoegd tot ovenbatterijen, die een zeer goede kwaliteit cokes leverden. Omstreeks 1900 was bij de Jones & Laughlin Steel Corp. in Pittsburgh een batterij met 1939 ovens in bedrijf, welke 1.330 kton cokes per jaar leverde.
Gelijkmatige verhitting kan men het beste bereiken in dunne lagen tussen twee verhitte oppervlakten. Door deze oppervlakken verticaal te plaatsen kon men grote batterijen van smalle kamers samenstellen. Deze bezaten een vulmechanisme en een mechanisme dat de gerede cokes uit de smalle ovens drukte. Typische gegevens van een kamer zijn: hoogte 4 à 7 meter, breedte 450 mm, inhoud 20 à 50 m3 en procestijd 15 tot 20 uur. Dergelijke cokesovenbatterijen zijn ook tegenwoordig nog in gebruik.
Een belangrijk aspect is de winning van nevenproducten: het cokesovengas, ammoniak, steenkoolteer en dergelijke.

## Cokesfabrieken

### Nederland
Onderstaande lijst is volledig. Alleen de twee cokesfabrieken te Velsen-Noord zijn nog in bedrijf.
- SA Hollando-Belge pour la fabrication du coke te Maastricht, 1907-1930
- ACZC te Sluiskil, 1911-2000
- Cokesfabriek Emma I te Treebeek, 1919-1954
- Cokesfabrieken (2) van Koninklijke Hoogovens te Velsen-Noord, 1923-heden
- Cokesfabriek Maurits te Geleen, 1929-1968
- Cokesfabriek Emma II te Beek, 1954-1968

### België
In België zijn de meeste cokesfabrieken gesloten. Enkel de cokesfabriek van ArcelorMittal in Gent is nog in bedrijf.
Belgische cokesfabrieken waren, onder meer:
- Carcoke (Zeebrugge) te Zwankendamme, 1900-1996
- Cokesfabriek van Kuhlmann te Zelzate, 1912-1965
- Cokesfabriek van Sidmar (ArcelorMittal Gent) te Gent, 1973-heden
- Carcoke (Tertre) te Tertre, 1928-1997
- Cokeries de Marly te Neder-Over-Heembeek, 1930-1993
- Ougrée-Marihaye te Ougrée bij Seraing, uiteindelijk ArcelorMittal, gesloten in juni 2014[1] 1835-1979
- Cockerill te Seraing, begin 19e eeuw-2014
- Cokerie Flémalle te Flémalle, 1922-1984
- Cokeries d'Anderlues te Anderlues, 1906-2002
- Cokesfabriek Carsid te Marchienne-au-Pont bij Charleroi (gesloten in 2008[2])
- Cokesfabriek van de Usines Boël te La Louvière
- Fours à Coke de Vilvorde te Vilvoorde, 1918-1986
- Les Cokeries du Brabant te Grimbergen, 1927-1969 (1974)